# Louis Philippe von Belgien

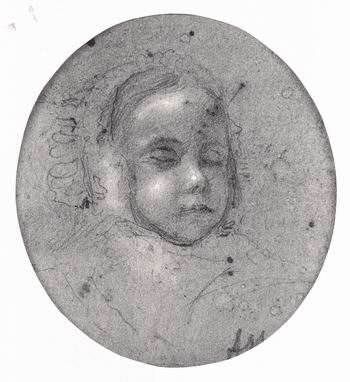
Kronprinz Louis Philippe Leopold von Belgien

Louis Philippe Leopold Victor Ernest von Belgien (* 24. Juli 1833 im Schloss Laken, Brüssel; † 16. Mai 1834 ebenda) war Kronprinz von Belgien.

## Leben
Louis Philippe Leopold war der erste Sohn von Leopold I., König der Belgier (1790–1865) aus dessen zweiter Ehe mit Prinzessin Louise d’Orléans. Er war damit der erste belgische Prinz überhaupt. Der  für die belgischen Kronprinzen übliche Titel des „Herzogs von Brabant“ wurde allerdings erst 1840 für seinen Bruder Leopold geschaffen. Neben dem Namen seines Vaters erhielt er bei der Taufe in der Brüsseler Kathedrale St. Michael und St. Gudula durch Engelbert Sterckx auch den Namen seines Großvaters, des französischen Königs Louis Philippe.
Der Erbprinz starb schon vor Erreichen seines ersten Geburtstages an einer Entzündung der Mundschleimhaut. Er wurde zunächst in die Gruft der Herzöge von Brabant in der St. Michael und St. Gudula Kathedrale in Brüssel bestattet, später wurden seine sterblichen Überreste an die Seite seiner Eltern in der Laekener Liebfrauenkirche umgebettet.
Nach dem Tod des Kronprinzen versuchte dessen Vater, wegen des Fehlens eines präsumtiven Erben einen seiner Coburger Neffen zum Thronfolger zu designieren, was aber am Veto der belgischen Garantiemächte scheiterte.